# Dannemoine
Dannemoine település Franciaországban, Yonne megyében. Lakosainak száma 458 fő (2022. január 1.). Dannemoine Cheney, Épineuil, Junay, Molosmes, Tonnerre és Vézinnes községekkel határos.

## Népesség
A település népességének változása:
| Lakosok száma | 466  | 473  | 498  | 474  | 474  | 472  | 468  | 465  | 458  |
|               | 2013 | 2015 | 2016 | 2017 | 2018 | 2019 | 2020 | 2021 | 2022 |